# Tailândia nos Jogos Olímpicos de Verão de 1968
A Tailândia competiu nos Jogos Olímpicos de Verão de 1968, realizados em Cidade do México, México.